# 文海庙
文海庙，位于中国广东省湛江市雷州市附城镇北营村，为湛江市雷州市的一个市级文物保护单位，类型为古建筑，公布时间为2002年10月10日。
文海庙的历史年代为明代。